# Bear Butte
Bear Butte est un site qui se trouve à l'est des Black Hills dans le Dakota du Sud aux États-Unis. Il fut classé parc d'État en 1961. Il est considéré comme un lieu sacré par les Indiens des Plaines qui l'appelaient Mato Paha, « montagne de l'Ours » (Sioux), Noahvose, « la loge-médecine » (Cheyennes). Le chef Crazy Horse y eut une vision en 1876. Aujourd'hui, il fait toujours l'objet de pèlerinages amérindiens et est fréquenté aussi par les touristes.

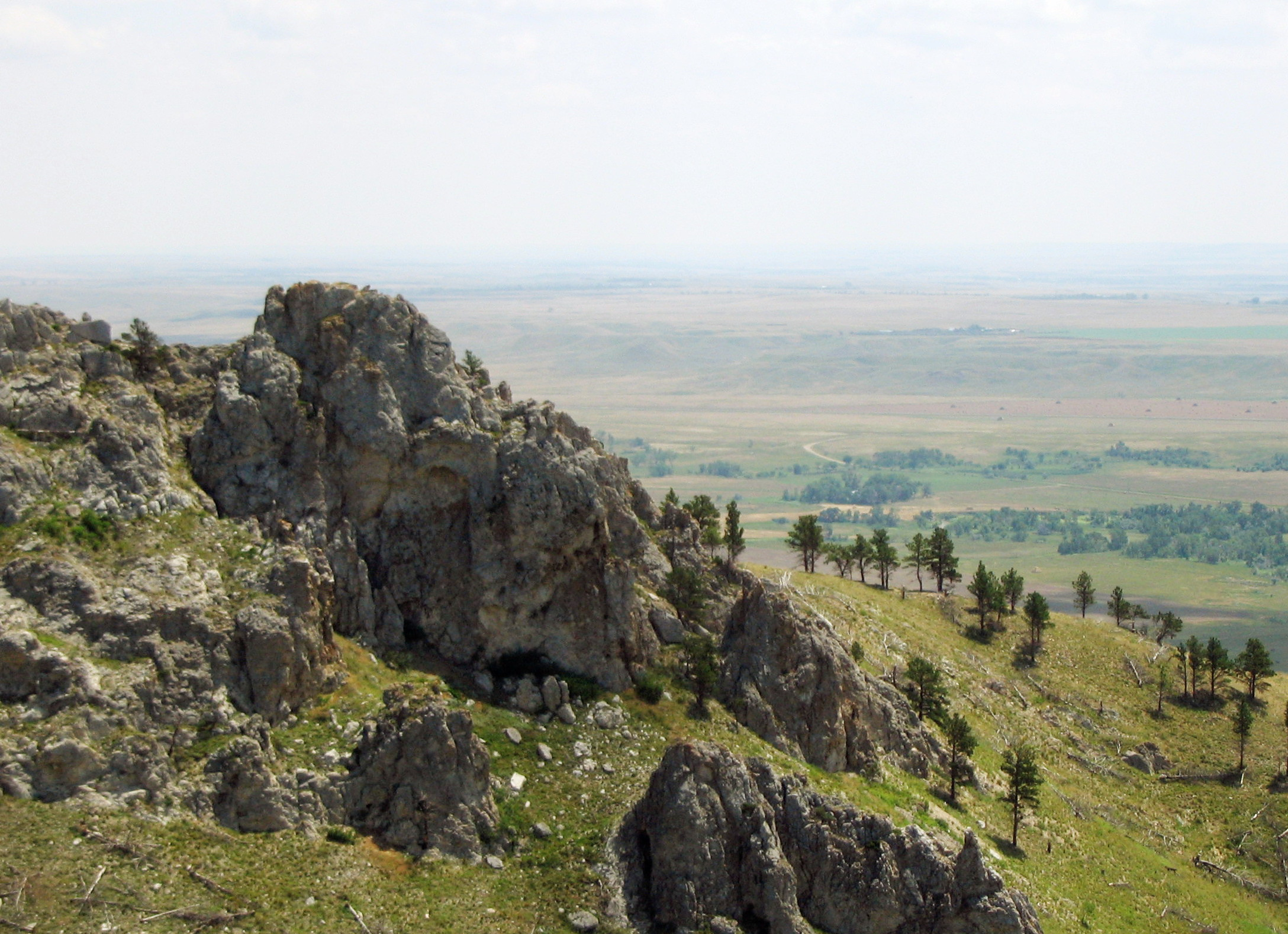
Paysage de Bear Butte.